# Wighart von Koenigswald
Wighart von Koenigswald (* 11. September 1941 in Potsdam)  ist ein deutscher Wirbeltier-Paläontologe.
Er ist der Sohn des Schriftstellers Harald von Koenigswald (1906–1971) und von Marie Helene Freiin von Falkenhausen (1900–1987) und Neffe des Paläoanthropologen Gustav Heinrich Ralph von Koenigswald (1902–1982).
Von Koenigswald studierte an der Rheinischen Friedrich-Wilhelms-Universität Bonn und der  Ludwig-Maximilians-Universität München, wo er 1969 bei Richard Dehm promoviert wurde. 1971 bis 1975 war er im Sonderforschungsbereich Palökologie der Universität Tübingen als wissenschaftlicher Assistent tätig. Er war 1977 bis 1987 Kustos beim Hessischen Landesmuseum Darmstadt, war nach der Habilitation 1980 Privatdozent an der Universität Frankfurt, wurde 1986 Honorarprofessor und war seit 1987 ordentlicher Professor für Paläontologie am Steinmann-Institut für Geologie, Mineralogie und Paläontologie an der Rheinischen Friedrich-Wilhelms Universität Bonn. 1998 bis 2000 war er Dekan der Universität.
Von Koenigswald befasste sich unter anderem mit der Fossillagerstätte Rott sowie der Säugerfauna der Grube Messel. Schwerpunkt seiner Arbeiten bildet die Mikrostruktur von Säugetierzähnen (Schmelzmuster).
Er ist auswärtiges Mitglied der Akademie in Krakau. 2001 bis 2003 war er Präsident der Paläontologischen Gesellschaft. 2007 wurde er Ehrenmitglied der Society of Vertebrate Paleontology.
Er ist verheiratet und hat zwei Töchter.

## Schriften
als Autor
- Peratherium (Marsupialia) im Ober-Oligozän und Miozän von Europa. Abhandl. Bayr. Akad. Wiss., Math.-Naturwiss. Klasse, Neue Folge, Band 144, 1970
- Mittelpleistozäne Kleinsäugerfauna aus der Spaltenfüllung Petersbuch bei Eichstätt. In: Mitt. Bayer. Staatssammlung, Paläontol. hist. Geol., 10, 1970, S. 407–432
- mit Joachim Hahn: Jagdtiere und Jäger der Eiszeit. Stuttgart 1981
- Lebendige Eiszeit. Klima und Tierwelt im Wandel. Primus Verlag, 2002
- Das Quartär: Klima und Tierwelt im Eiszeitalter Mitteleuropas, Biologie in unserer Zeit, Band 34, 2004, S. 151–158

als Herausgeber
- Zur Paläoklimatologie des letzten Interglazials im Nordteil der Oberrheinebene. G. Fischer, 1988 (Paläoklimaforschung, Band 4)
- mit Wilhelm Meyer (Hrsg.): Erdgeschichte im Rheinland -Fossilien und Gesteine aus 400 Millionen Jahren. Pfeil Verlag, 1994
- Eiszeitliche Tierfährten aus Bottrop-Welheim. Pfeil Verlag, 1995 (Münchner Geowiss. Abh., A, Band 27)
- Fossillagerstätte Rott bei Hennef im Siebengebirge: Das Leben an einem subtropischen See vor 25 Millionen Jahren. Rheinlandia Verlag, Siegburg 1996
- mit Gerhard Storch (Hrsg.): Messel – Ein Pompeji der Archäologie. Thorbecke, 1998
- mit Klaus-Frank Simon (Hrsg.): GeoRallye – Spurensuche zur Erdgeschichte. Eifel, Bonn und Umgebung. Bouvier, 2007
- mit Thomas Martin, Gudrun Radtke und Jes Rust (Hrsg.): Paläontologie. 100 Jahre Paläontologische Gesellschaft. Pfeil, München 2012